# Laura Torres Bauzà
Laura Torres Bauzà (Palma, Mallorca, 1990) és una poeta i artista plàstica balear.
Llicenciada en Belles arts i màster en Producció i recerca artística per la Universitat de Barcelona, i doctorada en Humanitats per la Universitat Pompeu Fabra (UPF), des del 2012, desenvolupa una carrera artística que combina les arts visuals i l'escriptura. Ha exposat arreu de l'Estat espanyol i, entre d'altres, ha estat resident a 'Hangar Lisboa', 'La Casa Encendida de Madrid' i la 'Nau Estruch de Sabadell'. El 2019 va rebre la Beca Barcelona Producció en la modalitat Arts en Viu, amb un projecte titulat Sobre la revolució, que explorava les interferències entre realitat i ficció a l'hora de construir col·lectivament l'imaginari de la revolució.
L'any 2016 va guanyar el 52è Premi Amadeu Oller per a poetes inèdits, amb el poemari L'inhabitable, que fou publicat per l'editorial Galerada.
L'any 2020 va guanyar el III Certamen Art Jove de poesia Salvador Iborra, amb Els Temps Últims, un certamen convocat per l'Associació d'Escriptors en Llengua Catalana, l'Agència Catalana de la Joventut i l'Institut Balear de la Joventut i adreçat a joves escriptors.
Pel que fa a la seva pràctica artística en el món de les arts plàstiques, ha participat en algunes exposicions com: Techno Blood a la Sala d'Art Jove de Barcelona el 2017, De dins a fora a INJUVE a Madrid el 2015, o Radiografies, a la Galeria Xavier Fiol a Palma també el 2015. Per a l'exposició del Mirador va treballat gràficament un dels poemes del seu llibre “L’inhabitable”.